# Liste der Nummer-eins-Hits in Dänemark (1984)
Diese Liste enthält alle Nummer-eins-Hits in Dänemark im Jahr 1984. Es gab in diesem Jahr acht nachgewiesene Nummer-eins-Singles. Music & Media, In den Kalenderwochen

## Singles
| | Liste der Nummer-eins-Hits in Dänemark | Liste der Nummer-eins-Hits in Dänemark | Liste der Nummer-eins-Hits in Dänemark                                                       | 1985 →                    |
| \| Zeitraum \| Wo. ges. \| Interpret \| Titel Autor(en) \| Zusätzliche Informationen \| \| (Zeitraum, Wochen auf Platz eins, Interpret, Titel, Autor[en], zusätzliche Informationen) \| \| \| \| \| \| ----------------------------------------------------------------------------------------- \| -------- \| ---------------- \| -------------------------------------------------------------------------------------------- \| ------------------------- \| \| 19. März 1984 – 25. März 1984 1 Woche \| 1 \| Mike Oldfield \| Crime of Passion Mike Oldfield \| – \| \| 9. April 1984 – 27. Mai 1984 7 Wochen \| 7 \| Nanna \| Buster \| – \| \| 28. Mai 1984 – 3. Juni 1984 1 Woche \| 1 \| Masquerade \| Guardian Angel Chris Evans Ironside, Kurt Gebegern \| – \| \| 4. Juni 1984 – 29. Juli 1984 8 Wochen \| 8 \| Gunnar Nu Hansen \| Rap Nu/Nejen Dertil \| – \| \| 30. Juli 1984 – 12. August 1984 2 Wochen \| 2 \| Mike Oldfield \| To France Mike Oldfield \| – \| \| 13. August 1984 – 2. September 1984 3 Wochen (insgesamt 5) \| 5 \| Wham! \| Wake Me Up Before You Go-Go George Michael \| – \| \| 3. September 1984 – 7. Oktober 1984 5 Wochen \| 5 \| Laura Branigan \| Self Control Musik: Giancarlo Bigazzi, Raffaele Riefoli; Text: Steve Piccolo \| – \| \| 8. Oktober 1984 – 2. Dezember 1984 8 Wochen (insgesamt 9) \| 9 \| Stevie Wonder \| I Just Called to Say I Love You Stevie Wonder \| – \| \| 3. Dezember 1984 – 9. Dezember 1984 1 Woche \| 1 \| Ray Parker Jr. \| Ghostbusters Ray Erskine Parker Jr. \| – \| \| 10. Dezember 1984 – 23. Dezember 1984 2 Wochen (insgesamt 6) \| 6 \| Murray Head \| One Night in Bangkok Benny Göran Bror Andersson, Björn K. Ulvaeus, Timothy Miles Bindon Rice \| – \| |                                        |                                        |                                                                                              |                           |
| |                                        |                                        |                                                                                              | → 1985 →                  |
| Zeitraum | Wo. ges.                               | Interpret                              | Titel Autor(en)                                                                              | Zusätzliche Informationen |
| (Zeitraum, Wochen auf Platz eins, Interpret, Titel, Autor[en], zusätzliche Informationen) |                                        |                                        |                                                                                              |                           |
| 19. März 1984 – 25. März 1984 1 Woche | 1                                      | Mike Oldfield                          | Crime of Passion Mike Oldfield                                                               | –                         |
| 9. April 1984 – 27. Mai 1984 7 Wochen | 7                                      | Nanna                                  | Buster                                                                                       | –                         |
| 28. Mai 1984 – 3. Juni 1984 1 Woche | 1                                      | Masquerade                             | Guardian Angel Chris Evans Ironside, Kurt Gebegern                                           | –                         |
| 4. Juni 1984 – 29. Juli 1984 8 Wochen | 8                                      | Gunnar Nu Hansen                       | Rap Nu/Nejen Dertil                                                                          | –                         |
| 30. Juli 1984 – 12. August 1984 2 Wochen | 2                                      | Mike Oldfield                          | To France Mike Oldfield                                                                      | –                         |
| 13. August 1984 – 2. September 1984 3 Wochen (insgesamt 5) | 5                                      | Wham!                                  | Wake Me Up Before You Go-Go George Michael                                                   | –                         |
| 3. September 1984 – 7. Oktober 1984 5 Wochen | 5                                      | Laura Branigan                         | Self Control Musik: Giancarlo Bigazzi, Raffaele Riefoli; Text: Steve Piccolo                 | –                         |
| 8. Oktober 1984 – 2. Dezember 1984 8 Wochen (insgesamt 9) | 9                                      | Stevie Wonder                          | I Just Called to Say I Love You Stevie Wonder                                                | –                         |
| 3. Dezember 1984 – 9. Dezember 1984 1 Woche | 1                                      | Ray Parker Jr.                         | Ghostbusters Ray Erskine Parker Jr.                                                          | –                         |
| 10. Dezember 1984 – 23. Dezember 1984 2 Wochen (insgesamt 6) | 6                                      | Murray Head                            | One Night in Bangkok Benny Göran Bror Andersson, Björn K. Ulvaeus, Timothy Miles Bindon Rice | –                         |